# Раценциці
Раценциці (пол. Racięcice) — село в Польщі, у гміні Сомпольно Конінського повіту Великопольського воєводства.
Населення — 429 осіб (2011).
У 1975-1998 роках село належало до Конінського воєводства.

## Демографія
Демографічна структура станом на 31 березня 2011 року:
|          | Загалом | Допрацездатний вік | Працездатний вік | Постпрацездатний вік |
| -------- | ------- | ------------------ | ---------------- | -------------------- |
| Чоловіки | 209     | 47                 | 132              | 30                   |
| Жінки    | 220     | 45                 | 120              | 55                   |
| Разом    | 429     | 92                 | 252              | 85                   |